# Krajevna skupnost Jarenina
Jarenina je krajevna skupnost v občini Pesnica. Krajevna skupnost  obsega območja naselij: Jareninski Dol, Jareninski Vrh, Polička vas, Polički Vrh, Vajgen, Vukovski Dol, Vukovski Vrh.
Dno doline Jareninskega potoka deli naselji Jareninski Vrh na vzhodnem delu in Jareninski Dol na zahodnem delu. Naselje je dolgo 3,5 km in se nahaja na cestni povezavi med Šentiljem in Pernico. Jarenina ima dolgo zgodovinsko preteklost, saj se prvič omeni že v zgodnjem srednjem veku.
Jarenina ima svojo pošto, osnovno šolo, vrtec, župnijo, ŠRKD SOKOL, prostovoljno gasilsko društvo, Turistično društvo, Nogometni klub, Tenis klub, KO Rdeči križ, Kulturno umetniško društvo in Društvo upokojencev.

## Lega
Jarenina leži na 280 – 340 m nadmorske višine, 15° 41' 52" zemljepisne dolžine in 46° 37' 44" zemljepisne širine. Od mejnega prehoda Šentilj je oddaljena 10 km, in 15 km od centra mesta Maribor. V starih leksikografskih zapisih so zapisali oddaljenost 2,5 ure od Maribora.

## Ime kraja
V starejših zapisih se pojavi prvotno ime naselja kot Jareninski Dol. Kasneje je bilo  ime Jarenina  v splošni rabi in je bilo tudi uradno ime pred drugo svetovno vojno. Ime Jarenina izhaja iz besede “jarkovina” - nemško “Jaring” in pomeni krčevino - rigolano površino. V starih cerkvenih zapisih in listinah  je kraj Jarenina v latinščini  imenovan kot  "Jeringen".

## Zgodovina
V zgodnjem srednjem veku med letom 1000 – 1100 so bila večina posestev na današnjem ozemlju Jarenine v lasti grofov. Tako je en del zemljišč imela tudi Brežko – Seliška grofica Emma. (Breže (nemško Friesach); Selče –(nemško Zeltschach na Avstrijskem Koroškem ). Po tragični izgubi svojega moža in sinov  je zgradila stolnico in samostan benediktink  v Krki ( nemško Gurk  ). Svoje premoženje je podarila solnograški ( nemško Salzburg ) nadškofiji, katera pa je kasneje ta ozemlja podarila benediktinskemu samostanu v Admontu.
Velik del posestev je imel tudi plemič Rudolf Wittenszwald, kateri bi naj dal zgraditi prvotno cerkev na tem prostoru. Med letoma 1131 in 1133 se je udeležil vojne  na strani  Koroške vojvode proti Krškemu škofu.Solnograški nadškof Konrad I. von Abensber ga je zaradi tega izobčil iz cerkve. V opravičilo je Rudolf Wittenszwald podaril vsa svoja posestva solnograški nadškofiji. 10. Oktobra 1139 je nadškof Konrad I. podaril velik del posesti, ki jih je tudi imel Rudolf Wittenszwald Admondskemu samostanu. To je tudi zapisano v listini,kjer so opisana tudi zemljišča na področju Jarenine od izvira  Jareninskega potoka do izlitja potoka v reko Pernico, vključno s tedanjo farno cerkvijo. Leto 1139 je prvi uradni  zapis Jarenine in Jareninske cerkve in leta 2009 je Jarenina praznovala 870-letnico prve omembe.
Gospodarsko in upravno središče jareninskih posesti je bilo na Jareninskem dvoru. Najprej so jih upravljali laiki in gorski mojstri, kasneje pa je cerkev določila, da jo upravljajo samostanski ljudje. Leta 1160 se Jareninska cerkev prvič omenjena kot župnijska. Iz zapisov iz leta 1202 je nadškof Eberhard II. samostanu v Admondu znova potrdil pravico do jareninske župnije in odredil, da jo lahko upravljajo samo sveti duhovniki in ne menihi.
Jareninska župnija je odigrala pomembno vlogo v na prostoru Slovenskih goric, saj so takrat pod Jareninsko dekanijo spadale župnije: Svečina, Lenart v Slovenskih goricah,Šentilj v Slovenskih goricah, Sp. Kungota, Jakobski dol, Jurij ob Pesnici, Jurij ob Ščavnici in Sv. Trojica v Slovenskih goricah.
Do priključitve Avstrije k nemškemu rajhu leta 1939 so bila posestva v sklopu Jareninskega dvora  v lasti samostana Admont, nato pa jih je prevzela Mariborska škofija. V času druge svetovne vojne  si jih je prilastila nemška vojna uprava, po vojni pa  so posestva podržavili.Z zakonom o denacionalizaciji pa so bila posestva vrnjena.
Občina Jarenina  je bila ustanovljena leta 1849 in je sodila  v okrajno glavarstvo Maribor, sodni okraj Maribor.Ob ustanovitvi je občina štela 486 prebivalcev in obsegala 3,83 km².Zajemala je krajevni okoliš Jareninski Dol in Jareninski Vrh. Leta 1933 je bila priključena občini Pesnica.Pravno osnovo za združitev(komasacijo) je dala Uredba o spojitvi občin v Dravski banovini, nato pa je spet leta 1936 postala samostojna občina. Po končanem preoblikovanju je občina Jarenina obsegala krajevne okoliše: Gačnik, Jareninski Dol, Jareninski Vrh, Jelenče, Pesniški Dvor, Polička vas, Polički Vrh, Vajgen, Vukovski Dol in Vukovski Vrh. Leta 1931 je na območju Jarenine živelo 3003 prebivalcev na površini okoli 2490 hektarjev. Skupno število hiš je bilo 498, od tega je bilo 130 posestniških hiš, 248 hiš kočarjev in 120 najemnikov.
Z nacistično okupacijo leta 1941 je stara občina Jarenina prenehala delovati,in je bila prilagojena potrebam nacistične uprave. Območje bivše občine Jarenina se je pokrivalo z območjem okupacijske občine in je prenehalo z delovanjem leta 1945.

## Šolstvo
V Jarenini je šola obstajala že vsaj v 17. stoletju. Pouk je takrat, kakor še sredi 18. stoletja, potekal v nemščini, šele v 2. polovici 18. stoletja so začeli z apliciranjem slovenskega jezika. Konec 17. stoletja je v Jarenini učil Andreas Risner, nato Franz Ferdinand Stibler in za njim učitelj Guttmann. Leta 1761 je iz Voličine bil premeščen v Jarenino novi učitelj Jakob Zinauer, po rodu Avstrijec, ki je učil več kot 40 let tam in v podružnici v Sv. Jakobu. Kje je bila šola v 17. in 18. stoletju ni znano, leta 1816 pa bi naj na prostoru mežnarjeve hiše sezidali zgradbo v kateri sta bila tudi dva prostora za pouk oziroma učilnici. Tega leta je postala šola tudi dvorazrednica, leta 1872 trirazrednica, leta 1887 štirirazrednica in leta 1893 petrazrednica. Leta 1882 je tedanja hranilnica odstopila šoli 350 klaftrov zemlje za vzgajanje sadnih sadik.Po zaključku šolanja je vsak deček dobil eno ali dve sadiki,ostale pa so lahko kupili izključno samo jareninski kmetje. Leta 1900 je krajevni šolski svet določil, da bo učni jezik v 5. razredu izključno nemški, hkrati pa je tega leta bila sezidana  nova šolska zgradba, ki je stala na prostoru sedanje šole. Leta 1905 so poskusno uvedli dvomesečne počitnice meseca julija in avgusta  vendar so jih kasneje prestavili na september in oktober. Leta 1930 se je šola preimenovala v Slomškovo osnovno šolo. Med drugo svetovno vojno je bila šola sedemrazrednica, pouk je potekal izključno v nemškem jeziku. V šolskem letu 1950/51 je bila uvedena nižja gimnazija. V šolskem letu 1957/58 sta se nižja gimnazija in osnovna šola združili v osemletno šolo Jarenina, v šolskem letu 2000/01 pa so na šoli uvedli devetletni program. Leta 2004 so porušili še zadnji del stare šole in leta 2006 slavnostno otvorili sedanjo novo šolo v treh etežah, ki vključuje tudi otroški vrtec.Leta 20011 je šola praznovala 250 obletnico šolstva v Jarenini.

## Jareninski dvor
Kot je zapisano v listini iz 10. oktobra leta 1139, da  solnograški nadškof  Konrad I. podeljuje zemljišča na področju Jarenine od izvira  Jareninskega potoka do izlitja potoka v reko Pernico, vključno s tedanjo  farno cerkvijo Admondskemu samostanu, so takrat  tudi Admondski benediktinci dobili takrat tudi Jareninski dvor oz. takrat še verjetno samo stanovanjski objekt in gospodarska poslopja. Večina zemljišč v okolici so bili sadovnjaki in vinogradi.
Med letom 1483 in 1491 so bila  obnovitvena gradbena dela na objektih kar je tudi zapisano v zapisih. Ob Turških napadih leta 1532 pa so poslopja požgali. Takrat je  že  omenjen kot Jareninski dvor. Zgradbo so ponovno zgradili med letom 1548 in 1550. Za zaščito pred napadalci so naredili okrog dvorca jarek ter ga napolnili z vodo, vendar so ga kasneje zakopali. V teh poslopjih je bila tudi uprava vseh teh posesti.Upravitelj  je bil od srednjega veka dalje po položaju najvišji vazal, ki je služil zemljiškemu gospodu v njegovem imenu.
Temeljita prenova  dvora je bila med letom 1628 in 1659. V slikovnem zapisu iz leta 1681 je razvidno da je imel dvor dva nadstropja, ter tri stolpe, katerih pa  ni več. V novejšem delu je kapela sv. Urbana, ki je prvič pisno omenjena leta 1731.V pritličju so bile kleti in preša, v gornji prostorih pa so živeli upravitelji in osebje.
V času upravljanja posestev so Admontski benediktinci skrbno skrbeli, da so v  vinogradih delali najboljši viničarji. Tako so lahko viničarji stanovali v hišah ob vinogradih, lastnikom vinogradov pa so plačevali dajatve v pridelku in denarju. Za njihovo delo so vodili posebne računske knjige.
V letu 1939 so samostan v Admontu razlastili, posest je prešla v upravljanje Mariborske škofije. Po okupaciji leta 1941 so posest prevzeli predstavniki nemškega rajha.
Po koncu druge svetovne vojne je bila posest  vrnjena benediktincem, leto kasneje pa ponovno odvzeta, ko so jo podržavili. Po letu 1991 se je, na podlagi Zakona o denacionalizaciji, posest ponovno vrnila.

## Krajinski park Jareninski dol
Krajinski park Jareninski dol je Mestna občina Maribor  razglasila leta 1992. Krajinski park meri 1533 ha. Njegova naravna vrednota so Perniški ribniki, ki nudijo zavetišče mnogim obvodnim rastlinam in postajališče pticam selivkam.

## Sakralni objekti
- Cerkev sv.Marije
- Kostnica sv.Mihaela

## Znane osebnosti
V Jarenini so se rodile oz. tam živele nekatere znane osebnosti:
- Peter Drozg, rojen v Jarenini leta 1734, prvi župnik v Šentilju *Jakob Lorber, štajerski glasbenik, skladatelj in teozof, obiskoval ljudsko šolo v Jarenini
- Alfi Nipič, slovenski pevec
- Franjo Žebot, slovenski častnikar in politik, obiskoval fantovsko šolo v Jarenini

## Zanimivosti
- 100 let stara bukev v Vajgnu
- Cesarska lipa, ki raste v centru Jarenine. Posajena je bila v čast petdesetega rojstnega dne cesarja Franca Jožefa leta 1880.